# Zamek w Alandroal
Zamek w Alandroal (port: Castelo de Alandroal) – średniowieczny zamek w miejscowości Arraiolos, w regionie Alentejo (Dystrykt Évora), w Portugalii. 
Jest to gotycki zamek zbudowany na planie okręgu z trzema czworokątnymi wieżami i donżonem. Główna brama wjazdowa (Porta Legal) otoczona jest kwadratowymi wieżami.
Wewnątrz zamku znajduje się kościół Nossa Senhora da Graça.
Budynek jest klasyfikowany jako Pomnik Narodowy od 1910. 